# Lijst van onroerend erfgoed in Houthalen-Helchteren
Een overzicht van het onroerend erfgoed in de gemeente Houthalen-Helchteren. Het onroerend erfgoed maakt onderdeel uit van het cultureel erfgoed in België.

## Bouwkundig erfgoed
| Object                                                 | Erfgoedstatus?                                          | Bouwjaar of architect | Deelgemeente | Adres                                            | Coördinaten                  | Nummer? | Afbeelding                                             |
| ------------------------------------------------------ | ------------------------------------------------------- | --------------------- | ------------ | ------------------------------------------------ | ---------------------------- | ------- | ------------------------------------------------------ |
| Kapel van Onze-Lieve-Vrouw van de Rozenkrans           |                                                         |                       | Houthalen    | Brugstraat 1                                     | 51° 1' 34" NB, 5° 21' 24" OL | 80523   | Kapel van Onze-Lieve-Vrouw van de Rozenkrans           |
| Veldkapel van 't Genaderen                             |                                                         |                       | Houthalen    | 't Genaderen                                     | 51° 0' 53" NB, 5° 23' 46" OL | 80524   | Veldkapel van 't Genaderen                             |
| Genaderse watermolen                                   |                                                         |                       | Houthalen    | 't Genaderen                                     | 51° 0' 53" NB, 5° 23' 48" OL | 80525   | Genaderse watermolen                                   |
| Solkxhof                                               |                                                         |                       | Houthalen    | 't Genaderen 24                                  | 51° 0' 52" NB, 5° 24' 7" OL  | 80526   | Solkxhof                                               |
| Alleenstaande villa                                    |                                                         |                       | Houthalen    | Grote Baan 1                                     | 51° 1' 11" NB, 5° 22' 23" OL | 80528   | Alleenstaande villa                                    |
| Hoekhuis                                               |                                                         |                       | Houthalen    | Grote Baan 55                                    | 51° 1' 52" NB, 5° 22' 34" OL | 80529   | Hoekhuis                                               |
| Alleenstaande villa                                    |                                                         |                       | Houthalen    | Grote Baan 145                                   | 51° 2' 9" NB, 5° 22' 38" OL  | 80530   | Alleenstaande villa                                    |
| Alleenstaande villa                                    |                                                         |                       | Houthalen    | Grote Baan 197                                   | 51° 2' 29" NB, 5° 22' 43" OL | 80532   | Alleenstaande villa                                    |
| Dorpswoning                                            |                                                         |                       | Houthalen    | Hazeldoncksteeg 2                                | 51° 1' 26" NB, 5° 21' 17" OL | 80533   | Dorpswoning                                            |
| Hengelhoef                                             |                                                         |                       | Houthalen    | Hengelhoefdreef 1                                | 51° 0' 51" NB, 5° 28' 8" OL  | 80534   | Hengelhoef                                             |
| Sint-Leonarduskapel van Kwalaak                        |                                                         |                       | Houthalen    | Herebaan-Oost                                    | 51° 1' 42" NB, 5° 24' 17" OL | 80535   | Sint-Leonarduskapel van Kwalaak                        |
| Hardstenen herinneringskruis                           |                                                         |                       | Houthalen    | Kerkhofstraat                                    | 51° 1' 48" NB, 5° 23' 39" OL | 80536   | Hardstenen herinneringskruis                           |
| Woning Heleven                                         |                                                         | Isia Isgour           | Houthalen    | Herebaan-West 89                                 | 51° 2' 28" NB, 5° 22' 3" OL  | 80537   | Woning Heleven                                         |
| Kapel Masy                                             |                                                         |                       | Houthalen    | Karperstraat                                     | 51° 2' 7" NB, 5° 28' 56" OL  | 80538   | Kapel Masy                                             |
| Hoeve Mieneke                                          |                                                         |                       | Houthalen    | Kelchterhoefstraat                               | 51° 1' 47" NB, 5° 25' 54" OL | 80539   | Hoeve Mieneke                                          |
| Hoeve Jan                                              |                                                         |                       | Houthalen    | Kelchterhoefstraat 3                             | 51° 1' 47" NB, 5° 26' 7" OL  | 80540   | Hoeve Jan                                              |
| Abdijhoeve                                             |                                                         |                       | Houthalen    | Kelchterhoefstraat 7                             | 51° 1' 50" NB, 5° 26' 24" OL | 80541   | Abdijhoeve                                             |
| Kapel van Onze-Lieve-Vrouw van Onrust                  |                                                         |                       | Houthalen    | Kleine Heresteeg                                 | 51° 2' 27" NB, 5° 22' 47" OL | 80542   | Kapel van Onze-Lieve-Vrouw van Onrust                  |
| Parochiekerk Onze-Lieve-Vrouw van Zeven Weeën          | Monument                                                |                       | Houthalen    | Kleine Heresteeg 122                             | 51° 2' 36" NB, 5° 22' 52" OL | 80543   | Parochiekerk Onze-Lieve-Vrouw van Zeven Weeën          |
| Schoolgebouw                                           |                                                         |                       | Houthalen    | Kleuterweg 15                                    | 51° 1' 51" NB, 5° 22' 8" OL  | 80544   | Schoolgebouw                                           |
| Alleenstaande langgestrekte hoeve                      |                                                         |                       | Houthalen    | Korte Cremerstraat 2                             | 51° 1' 31" NB, 5° 23' 3" OL  | 80545   | Alleenstaande langgestrekte hoeve                      |
| Parochiekerk Sint-Antonius                             |                                                         |                       | Houthalen    | Lillo Steenweg                                   | 51° 2' 30" NB, 5° 20' 47" OL | 80546   | Parochiekerk Sint-Antonius                             |
| Sint-Catharinakapel                                    | Monument                                                |                       | Houthalen    | Lillo Steenweg                                   | 51° 2' 33" NB, 5° 20' 57" OL | 80547   | Sint-Catharinakapel                                    |
| Hoeve Claes                                            | dorpsgezicht                                            |                       | Houthalen    | Lillo Steenweg 12                                | 51° 2' 34" NB, 5° 20' 58" OL | 80548   | Hoeve Claes                                            |
| Alleenstaand burgerhuis                                |                                                         |                       | Houthalen    | Luciebos 1                                       | 51° 1' 20" NB, 5° 29' 47" OL | 80549   | Alleenstaand burgerhuis                                |
| Dorpswoning                                            |                                                         |                       | Houthalen    | Luciebos 2                                       | 51° 1' 21" NB, 5° 29' 47" OL | 80550   | Dorpswoning                                            |
| Smeedijzeren kruis met Christusfiguur                  |                                                         |                       | Houthalen    | Lunstraat                                        | 51° 1' 57" NB, 5° 21' 56" OL | 80551   | Smeedijzeren kruis met Christusfiguur                  |
| villa                                                  |                                                         |                       | Houthalen    | Meester Surinxstraat 14                          | 51° 2' 28" NB, 5° 20' 36" OL | 80552   | villa                                                  |
| Schoolgebouw                                           |                                                         |                       | Houthalen    | Meester Surinxstraat 16                          | 51° 2' 30" NB, 5° 20' 36" OL | 80553   | Schoolgebouw                                           |
| Pastorie Sint-Martinusparochie                         | Monument                                                | 1739                  | Houthalen    | Pastorijstraat 13                                | 51° 1' 45" NB, 5° 22' 23" OL | 80554   | Pastorie Sint-Martinusparochie                         |
| Alleenstaande langgestrekte hoeve                      |                                                         |                       | Houthalen    | Rafnusstraat 66                                  | 51° 2' 42" NB, 5° 23' 39" OL | 80555   | Alleenstaande langgestrekte hoeve                      |
| Alleenstaande langgestrekte hoeve                      |                                                         |                       | Houthalen    | Rafnusstraat 72-74                               | 51° 2' 43" NB, 5° 23' 44" OL | 80556   | Alleenstaande langgestrekte hoeve                      |
| Villa                                                  |                                                         |                       | Houthalen    | Ringlaan 13                                      | 51° 1' 55" NB, 5° 22' 44" OL | 80557   | Villa                                                  |
| Parochiekerk Sint-Martinus                             | Monument                                                |                       | Houthalen    | Sint-Martinusplein                               | 51° 1' 54" NB, 5° 22' 19" OL | 80558   | Parochiekerk Sint-Martinus                             |
| Alleenstaande langgestrekte hoeve                      |                                                         |                       | Houthalen    | Stationsstraat 16                                | 51° 1' 50" NB, 5° 22' 9" OL  | 80559   | Alleenstaande langgestrekte hoeve                      |
| Gekoppelde burgerhuizen                                |                                                         |                       | Houthalen    | Stationsstraat 33-35                             | 51° 1' 48" NB, 5° 22' 3" OL  | 80560   | Gekoppelde burgerhuizen                                |
| Alleenstaande dorpswoning                              |                                                         |                       | Houthalen    | Stationsstraat 41                                | 51° 1' 47" NB, 5° 22' 0" OL  | 80562   | Alleenstaande dorpswoning                              |
| Alleenstaande, langgestrekte hoeve                     |                                                         |                       | Houthalen    | Stationsstraat 77                                | 51° 1' 44" NB, 5° 21' 44" OL | 80563   | Alleenstaande, langgestrekte hoeve                     |
| Dorpswoning                                            |                                                         |                       | Houthalen    | Stationsstraat 83                                | 51° 1' 42" NB, 5° 21' 39" OL | 80564   | Dorpswoning                                            |
| Villa                                                  |                                                         |                       | Houthalen    | Stationsstraat 94                                | 51° 1' 36" NB, 5° 21' 19" OL | 80565   | Villa                                                  |
| Woning Franssens                                       |                                                         |                       | Houthalen    | Stationsstraat 107                               | 51° 1' 35" NB, 5° 21' 26" OL | 80566   | Woning Franssens                                       |
| Dorpwoning met café                                    |                                                         |                       | Houthalen    | Stationsstraat 116                               | 51° 1' 33" NB, 5° 21' 10" OL | 80567   | Dorpwoning met café                                    |
| Hôtel de l'Industrie                                   |                                                         |                       | Houthalen    | Stationsstraat 118                               |                              | 80568   | Hôtel de l'Industrie                                   |
| Parochiekerk Sint-Jozef Werkman                        |                                                         |                       | Houthalen    | Torenstraat                                      | 51° 2' 31" NB, 5° 23' 4" OL  | 80569   | Parochiekerk Sint-Jozef Werkman                        |
| Parochiekerk van Onze-Lieve-Vrouw van Banneux          |                                                         |                       | Houthalen    | Tulpenstraat                                     | 51° 1' 25" NB, 5° 0' 0" OL   | 80570   | Parochiekerk van Onze-Lieve-Vrouw van Banneux          |
| Schachttorens steenkoolmijn                            | Monument: zuidelijke schachtbok, noordelijke schachtbok |                       | Houthalen    | Centrum-Zuid 1111                                | 51° 1' 32" NB, 5° 22' 20" OL | 80571   | Schachttorens steenkoolmijn                            |
| Hoofdgebouw steenkoolmijn                              | Monument                                                |                       | Houthalen    | Centrum-Zuid 1111                                | 51° 1' 32" NB, 5° 22' 20" OL | 80571   | Hoofdgebouw steenkoolmijn                              |
| Drukkerij                                              |                                                         |                       | Houthalen    | Pastorijstraat                                   | 51° 1' 35" NB, 5° 22' 20" OL | 80574   | Drukkerij                                              |
| Mijnwerkersschool                                      | Monument                                                |                       | Houthalen    | Pastorijstraat 40                                | 51° 1' 35" NB, 5° 22' 27" OL | 80575   | Mijnwerkersschool                                      |
| Hôtel des Charbonnages                                 |                                                         | Isia Isgour           | Houthalen    | Grote Baan 47                                    | 51° 1' 49" NB, 5° 22' 32" OL | 80576   | Hôtel des Charbonnages                                 |
| Parochiekerk Sint-Lambertus                            |                                                         |                       | Houthalen    | Bremstraat                                       | 51° 1' 15" NB, 5° 23' 43" OL | 80582   | Parochiekerk Sint-Lambertus                            |
| Postkantoor en twee personeelswoningen                 |                                                         |                       | Houthalen    | Varenstraat 22                                   | 51° 1' 7" NB, 5° 23' 38" OL  | 80583   | Postkantoor en twee personeelswoningen                 |
| Savioschool                                            |                                                         | Isia Isgour           | Houthalen    | Saviostraat 37                                   | 51° 1' 27" NB, 5° 24' 2" OL  | 80584   | Savioschool                                            |
| Broederklooster ontworpen door I. Isgour               |                                                         | Isia Isgour           | Houthalen    | Saviostraat 39                                   |                              | 80585   | Broederklooster ontworpen door I. Isgour               |
| Kleuterschool van de mijncité Meulenberg               | Monument                                                | Isia Isgour           | Houthalen    | Elzenstraat 9                                    | 51° 1' 24" NB, 5° 23' 52" OL | 80586   | Kleuterschool van de mijncité Meulenberg               |
| Zusterklooster ontworpen door I. Isgour                |                                                         | Isia Isgour           | Houthalen    | Elzenstraat 14                                   | 51° 1' 22" NB, 5° 23' 56" OL | 80587   | Zusterklooster ontworpen door I. Isgour                |
| Casino                                                 | Monument                                                | Isia Isgour           | Houthalen    | Varenstraat 22A                                  | 51° 1' 7" NB, 5° 23' 40" OL  | 80588   | Casino                                                 |
| Directeurswoning ontworpen door I. Isgour              |                                                         | Isia Isgour           | Houthalen    | Wildrozenstraat 17                               |                              | 80589   | Directeurswoning ontworpen door I. Isgour              |
| Directeurswoning Villarosa                             |                                                         |                       | Houthalen    | Wildrozenstraat 15                               | 51° 1' 19" NB, 5° 23' 35" OL | 80590   | Directeurswoning Villarosa                             |
| Directeurswoning                                       |                                                         |                       | Houthalen    | Kerklaan 27                                      | 51° 1' 18" NB, 5° 23' 40" OL | 80591   | Directeurswoning                                       |
| Ingenieurswoningen ontworpen door I. Isgour            |                                                         | Isia Isgour           | Houthalen    | Brelaarstraat 38-48, Platanenstraat 1-3          | 51° 1' 6" NB, 5° 23' 28" OL  | 80592   | Ingenieurswoningen ontworpen door I. Isgour            |
| Vier ingenieurswoningen ontworpen door I. Isgour       |                                                         | Isia Isgour           | Houthalen    | Brelaarstraat 30-36                              | 51° 1' 14" NB, 5° 23' 20" OL | 80594   | Vier ingenieurswoningen ontworpen door I. Isgour       |
| Traditionele personeelswoningen                        |                                                         |                       | Houthalen    | Kerklaan 11-12, 25-26, Wildrozenstraat 1         | 51° 1' 17" NB, 5° 23' 38" OL | 80596   | Traditionele personeelswoningen                        |
| Vrijgezellenwoonst ontworpen door I. Isgour            |                                                         | Isia Isgour           | Houthalen    | Bergstraat 16                                    | 51° 1' 12" NB, 5° 24' 5" OL  | 80599   | Vrijgezellenwoonst ontworpen door I. Isgour            |
| Kapel van het gehucht Sonnis                           |                                                         |                       | Helchteren   | Berbestraatje                                    | 51° 4' 7" NB, 5° 25' 1" OL   | 80600   | Kapel van het gehucht Sonnis                           |
| Kapelanie van de parochiekerk Sint-Trudo               |                                                         |                       | Helchteren   | Bosstraat 9                                      | 51° 3' 28" NB, 5° 23' 1" OL  | 80601   | Kapelanie van de parochiekerk Sint-Trudo               |
| Kapelletje van de familie Van Briel                    |                                                         |                       | Helchteren   | Eikelbosstraat                                   | 51° 3' 53" NB, 5° 23' 29" OL | 80602   | Kapelletje van de familie Van Briel                    |
| Kapelletje Onze-Lieve-Vrouw-van-Lourdes                |                                                         |                       | Helchteren   | Eikendreef                                       | 51° 3' 40" NB, 5° 23' 8" OL  | 80603   | Kapelletje Onze-Lieve-Vrouw-van-Lourdes                |
| Kasteel Ter Dolen                                      | Monument                                                |                       | Helchteren   | Eikendreef 17, 21                                | 51° 3' 53" NB, 5° 23' 18" OL | 80604   | Kasteel Ter Dolen                                      |
| Dorpswoning                                            |                                                         |                       | Helchteren   | Grote Baan 333                                   | 51° 3' 6" NB, 5° 22' 52" OL  | 80605   | Dorpswoning                                            |
| Hotel                                                  |                                                         |                       | Helchteren   | Grote Baan 343                                   | 51° 3' 10" NB, 5° 22' 53" OL | 80606   | Hotel                                                  |
| Villa                                                  |                                                         |                       | Helchteren   | Heerkensweg 2                                    | 51° 3' 35" NB, 5° 21' 42" OL | 80607   | Villa                                                  |
| Villa Ter Bosch                                        |                                                         |                       | Helchteren   | Heidestraat 16                                   | 51° 4' 10" NB, 5° 23' 14" OL | 80608   | Villa Ter Bosch                                        |
| Kapel van Onze-Lieve-Vrouw van Smarten                 |                                                         |                       | Helchteren   | Helzoldstraat                                    | 51° 3' 6" NB, 5° 22' 8" OL   | 80609   | Kapel van Onze-Lieve-Vrouw van Smarten                 |
| Pastorie Sint-Trudoparochie                            |                                                         |                       | Helchteren   | Helzoldstraat 5                                  | 51° 3' 21" NB, 5° 22' 53" OL | 80610   | Pastorie Sint-Trudoparochie                            |
| Alleenstaande eclectische burgerwoning                 |                                                         |                       | Helchteren   | Helzoldstraat 11                                 | 51° 3' 21" NB, 5° 22' 52" OL | 80611   | Alleenstaande eclectische burgerwoning                 |
| Kapel van Onze-Lieve-Vrouw van Bijstand                |                                                         |                       | Helchteren   | Kazernelaan                                      | 51° 3' 39" NB, 5° 24' 2" OL  | 80612   | Kapel van Onze-Lieve-Vrouw van Bijstand                |
| Watertoren                                             |                                                         |                       | Helchteren   | Kazernelaan                                      | 51° 3' 37" NB, 5° 23' 55" OL | 80613   | Watertoren                                             |
| Winkel-woonhuis                                        |                                                         |                       | Helchteren   | Kazernelaan 16                                   | 51° 3' 23" NB, 5° 23' 13" OL | 80614   | Winkel-woonhuis                                        |
| Burgerhuis in cottagestijl                             |                                                         |                       | Helchteren   | Kazernelaan 65                                   | 51° 3' 32" NB, 5° 23' 29" OL | 80615   | Burgerhuis in cottagestijl                             |
| Burgerhuis in eclectische stijl                        |                                                         |                       | Helchteren   | Kazernelaan 68                                   | 51° 3' 29" NB, 5° 23' 29" OL | 80616   | Burgerhuis in eclectische stijl                        |
| Langgestrekte hoeve                                    |                                                         |                       | Helchteren   | Kruisvenstraat                                   | 51° 3' 14" NB, 5° 24' 41" OL | 80617   | Langgestrekte hoeve                                    |
| Kapelletje van Onze-Lieve-Vrouw                        |                                                         |                       | Helchteren   | Larestraat                                       | 51° 3' 60" NB, 5° 25' 50" OL | 80618   | Kapelletje van Onze-Lieve-Vrouw                        |
| Dorpswoning                                            |                                                         |                       | Helchteren   | Loerstraat 34                                    | 51° 3' 22" NB, 5° 22' 0" OL  | 80619   | Dorpswoning                                            |
| Kerkhofkapel                                           |                                                         |                       | Helchteren   | Maastrichtsestraat                               | 51° 3' 16" NB, 5° 23' 28" OL | 80620   | Kerkhofkapel                                           |
| Kapelletje van Onze-Lieve-Vrouw van Rust               |                                                         |                       | Helchteren   | Maastrichtsestraat                               | 51° 3' 12" NB, 5° 23' 33" OL | 80621   | Kapelletje van Onze-Lieve-Vrouw van Rust               |
| Alleenstaande langgestrekte hoeve                      |                                                         |                       | Helchteren   | Ossevenstraat 3                                  | 51° 3' 44" NB, 5° 25' 22" OL | 80622   | Alleenstaande langgestrekte hoeve                      |
| Kapelletje van Onze-Lieve-Vrouw van Lourdes            |                                                         |                       | Helchteren   | Oude Postbaan                                    | 51° 4' 43" NB, 5° 25' 7" OL  | 80623   | Kapelletje van Onze-Lieve-Vrouw van Lourdes            |
| Sonnishoeve                                            |                                                         |                       | Helchteren   | Oude Postbaan 120                                | 51° 4' 9" NB, 5° 25' 53" OL  | 80624   | Sonnishoeve                                            |
| Parochiekerk Sint-Trudo                                |                                                         |                       | Helchteren   | Sint-Trudoplein                                  | 51° 3' 21" NB, 5° 23' 2" OL  | 80625   | Parochiekerk Sint-Trudo                                |
| Monument voor de gesneuvelden van beide Wereldoorlogen |                                                         |                       | Helchteren   | Sint-Trudoplein                                  | 51° 3' 21" NB, 5° 23' 4" OL  | 80626   | Monument voor de gesneuvelden van beide Wereldoorlogen |
| Gemeentehuis van Helchteren en school                  |                                                         |                       | Helchteren   | Sint-Trudoplein 14                               | 51° 3' 22" NB, 5° 23' 5" OL  | 80627   | Gemeentehuis van Helchteren en school                  |
| Langgestrekte hoeve                                    |                                                         |                       | Helchteren   | Sonnisstraat 90                                  | 51° 4' 19" NB, 5° 24' 44" OL | 80628   | Langgestrekte hoeve                                    |
| Langgestrekte hoeve                                    |                                                         |                       | Helchteren   | Sonnisstraat 106                                 | 51° 4' 14" NB, 5° 24' 48" OL | 80629   | Langgestrekte hoeve                                    |
| Langgestrekte hoeve                                    |                                                         |                       | Helchteren   | Sonnisstraat 138                                 | 51° 4' 5" NB, 5° 24' 57" OL  | 80630   | Langgestrekte hoeve                                    |
| Kasteel Luciebos                                       |                                                         |                       | Houthalen    | Luciebos 4                                       | 51° 1' 27" NB, 5° 30' 5" OL  | 80633   | Kasteel Luciebos                                       |
| Filip Neri Middenschool                                |                                                         |                       | Houthalen    | Lyceumstraat 21                                  | 51° 1' 59" NB, 5° 22' 1" OL  | 80634   | Filip Neri Middenschool                                |
| Villa woning                                           |                                                         |                       | Houthalen    | Ringlaan 11                                      | 51° 1' 56" NB, 5° 22' 42" OL | 80636   | Villa woning                                           |
| Arbeiderswoningen                                      |                                                         |                       | Houthalen    | Bremstraat 26-36, Varenstraat 5-15, 25-35, 45-63 | 51° 1' 10" NB, 5° 23' 39" OL | 80638   | Arbeiderswoningen                                      |
| Ingenieurswoningen                                     |                                                         |                       | Houthalen    | Beukenstraat 3-14, Koolmijnlaan 116-134          | 51° 1' 2" NB, 5° 23' 32" OL  | 80640   | Ingenieurswoningen                                     |

### Bouwkundige gehelen
| Object                                                      | Erfgoedstatus? | Bouwjaar of architect | Deelgemeente | Adres | Coördinaten | Nummer? | Afbeelding                                                  |
| ----------------------------------------------------------- | -------------- | --------------------- | ------------ | --- | ----------- | ------- | ----------------------------------------------------------- |
| Steenkoolmijn van Houthalen                                 |                |                       | Houthalen    | Centrum-Zuid 1111-1121, Grote Baan 27, Pastorijstraat 40 |             | 122070  | Steenkoolmijn van Houthalen                                 |
| Steenkoolmijn van Houthalen: Cité Meulenberg                |                |                       | Houthalen    | Acaciastraat 1-54, Ahornstraat 1-16, 18-32, Bergstraat 1-4, 6-8, 36, Beukenstraat 3-14, Brelaarstraat 30-48, Bremstraat 1-58, 60-84, Dennenstraat 1-14, Elzenstraat 1-2, 4-14, Gagelstraat 55-84, Haagdoornstraat 1-28, 30-48, Kerklaan 1-26, 27, Koolmijnlaan 116-134, Platanenstraat 1-7, 24, Saviostraat 37-49, Springstraat 45-47, Varenstraat 1-78, 80-94, Wildrozenstraat 1-18, 20-40 |             | 122142  | Upload foto                                                 |
| Steenkoolmijn van Houthalen: Oude Cité                      |                |                       | Houthalen    | Grote Baan 79-137 |             | 122178  | Upload foto                                                 |
| Steenkoolmijn van Houthalen: betonnen arbeiderswoningen     |                |                       | Houthalen    | Acaciastraat 1-54, Gagelstraat 55-84 |             | 125369  | Steenkoolmijn van Houthalen: betonnen arbeiderswoningen     |
| Steenkoolmijn van Houthalen: bediende- en arbeiderswoningen |                |                       | Houthalen    | Bremstraat 1-58, 60-84, Elzenstraat 2-12, Kerklaan 1-24, Varenstraat 1-22, 23-25, 26-63, 65-77, Wildrozenstraat 2-13, 14-40 |             | 125370  | Steenkoolmijn van Houthalen: bediende- en arbeiderswoningen |